# École de rang de Savannah
L'École de rang de Savannah (en anglais : Old Savannah School House) est une école de rang historique située à Grand Cayman, dans les Îles Caïmans. Initialement ouverte en 1940, elle est a été transformé en musée par le National Trust for the Cayman Islands.

## Construction
Le bâtiment est soutenu par des poteaux en bois de fer, entre lesquels des murs de béton ont été coulés. Il a été difficile de les couler pendant la construction, car la structure devait être construite sur un lit de dolomite. Finalement, une méthode de ramollissement de la dolomite par le feu a été utilisée et s'est avérée fructueuse, permettant ainsi au travail de continuer.

## Historique
L'éducation dans les Îles Caïmans était inégalitaire jusque dans les années 1920 si bien que de nombreux enfants étaient scolarisés à la maison pendant toute leur jeunesse. Les églises ont fini par assumer certaines responsabilités en matière d'éducation et quelques écoles privées ont été construites, mais ce n'est qu'au début du XXe siècle que le gouvernement décida de mettre en place un programme plus réglementé.
Avant la construction de l'école de rang de Savannah, les écoles les plus proches dans lesquelles les enfants pouvaient être envoyés se trouvaient à Spotts et à Caswell. L'ouragan de 1932 à Cuba, qui a traversé les îles, a détruisit une grande partie de la ville et, peu après, la population locale commenca à se déplacer vers Newlands, Savannah et Crewe Road. Savannah, en particulier, était une communauté en forte croissance et il fut vite décidé que le village avait besoin d'une école pour mieux éduquer ses enfants. La construction de l'école fut réalisée par une équipe d'artisans locaux sous la direction du charpentier en chef Will Wallace Bodden. Le sable pour le site venait de Spotts Beach et les autres matériaux furent transportés de George Town. Elle fut achevée en 1940 et ouvrit ses portes aux élèves pour la première fois le 12 septembre de cette année. Le rapport sur l'éducation la décrit comme étant « de taille suffisante [...] un atout pour le district [...] [qui] répondait depuis longtemps à un besoin de cette petite communauté, son coût étant d'environ 250 livres ».
Les enfants de sept à quatorze ans étudiaient dans la même pièce, la discipline étant très stricte. Le programme de base comprenait de la lecture, de l'écriture, de l'arithmétique, de l'histoire, de la géographie, des sciences, de l'éducation religieuse et de l'éthique. Pour de nombreux élèves, leur éducation formelle pris fin quand ils quittèrent l’école : certains purent passer l'examen local, tandis que d'autres ont pu poursuivre des études supérieures en Jamaïque, aux États-Unis et au Royaume-Uni.
L’école est restée en service pendant 41 ans avant d’être remplacée par un nouveau bâtiment plus moderne et plus spacieux, situé directement derrière elle, l'ancienne école servant alors d'espace de stockage pour le mobilier et les fournitures. Finalement, il fut décidé de démolir l’ancienne structure mais une campagne visant à la sauver commença. Cela coïncida avec la création, en 1987, du National Trust for Cayman Islands, et le comité de district local décida que la restauration de la vieille école serait un bon projet pour commencer. L'école de rang de Savannah, qui a été le premier bâtiment dont la restauration et le réaménagement ont été supervisés par le National Trust, a ouvert ses portes en tant que musée en 1995 et a été restauré en 2004. Aujourd'hui, il abrite des répliques de bureaux, de bancs, de porte-chapeaux, ainsi que des manuels, des rapports, ainsi que d'un exemplaire de l'uniforme de l'école. Le musée est actuellement ouvert uniquement sur rendez-vous.